# Górzno
Górzno (niem. Fretta, 1943-1945 Görzberg) – miasto w Polsce położone w województwie kujawsko-pomorskim, w powiecie brodnickim, siedziba gminy miejsko-wiejskiej Górzno w obrębie Górznieńsko-Lidzbarskiego Parku Krajobrazowego.
Po wojnie siedziba gminy Ruda. W latach 1975–1998 miasto administracyjnie należało do województwa toruńskiego.
W mieście znajduje się parafia pod wezwaniem Podwyższenia Krzyża Świętego.

## Demografia
Struktura demograficzna mieszkańców miasta Górzno według danych z 31 grudnia 2022 r.

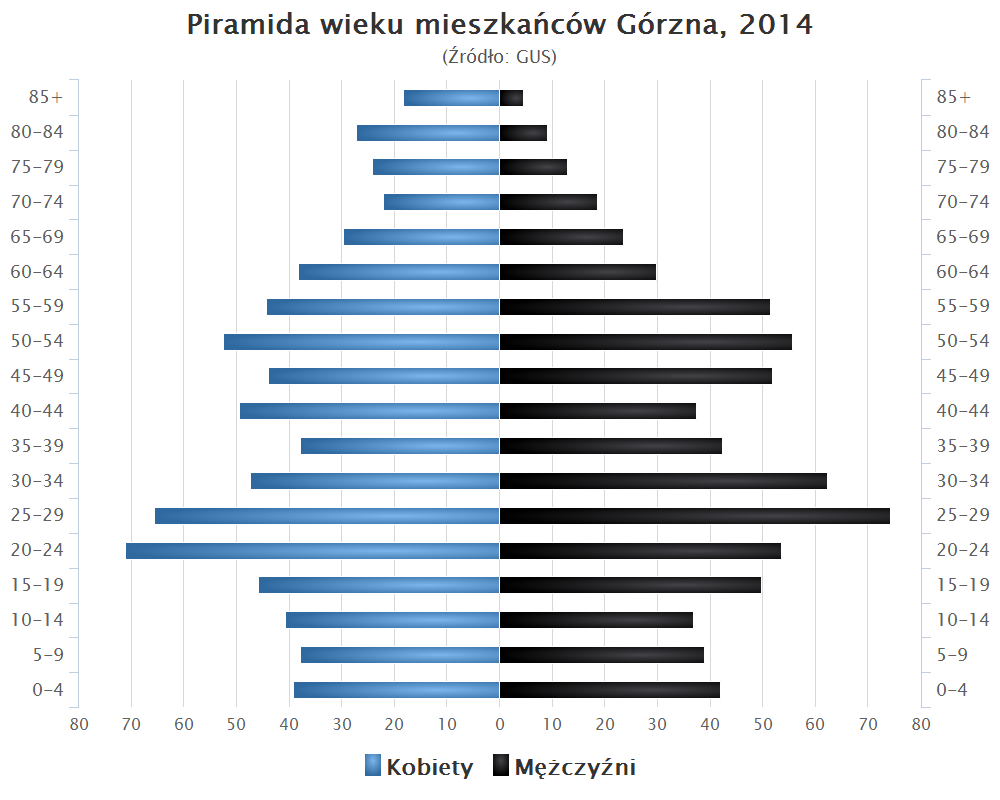
Piramida wieku mieszkańców Górzna w 2014 roku

| Opis      | Ogółem | Ogółem | Mężczyźni | Mężczyźni | Kobiety | Kobiety |
| --------- | ------ | ------ | --------- | --------- | ------- | ------- |
| jednostka | osób   | %      | osób      | %         | osób    | %       |
| populacja | 1399   | 100    | 696       | 49,75     | 703     | 50,25   |

## Historia

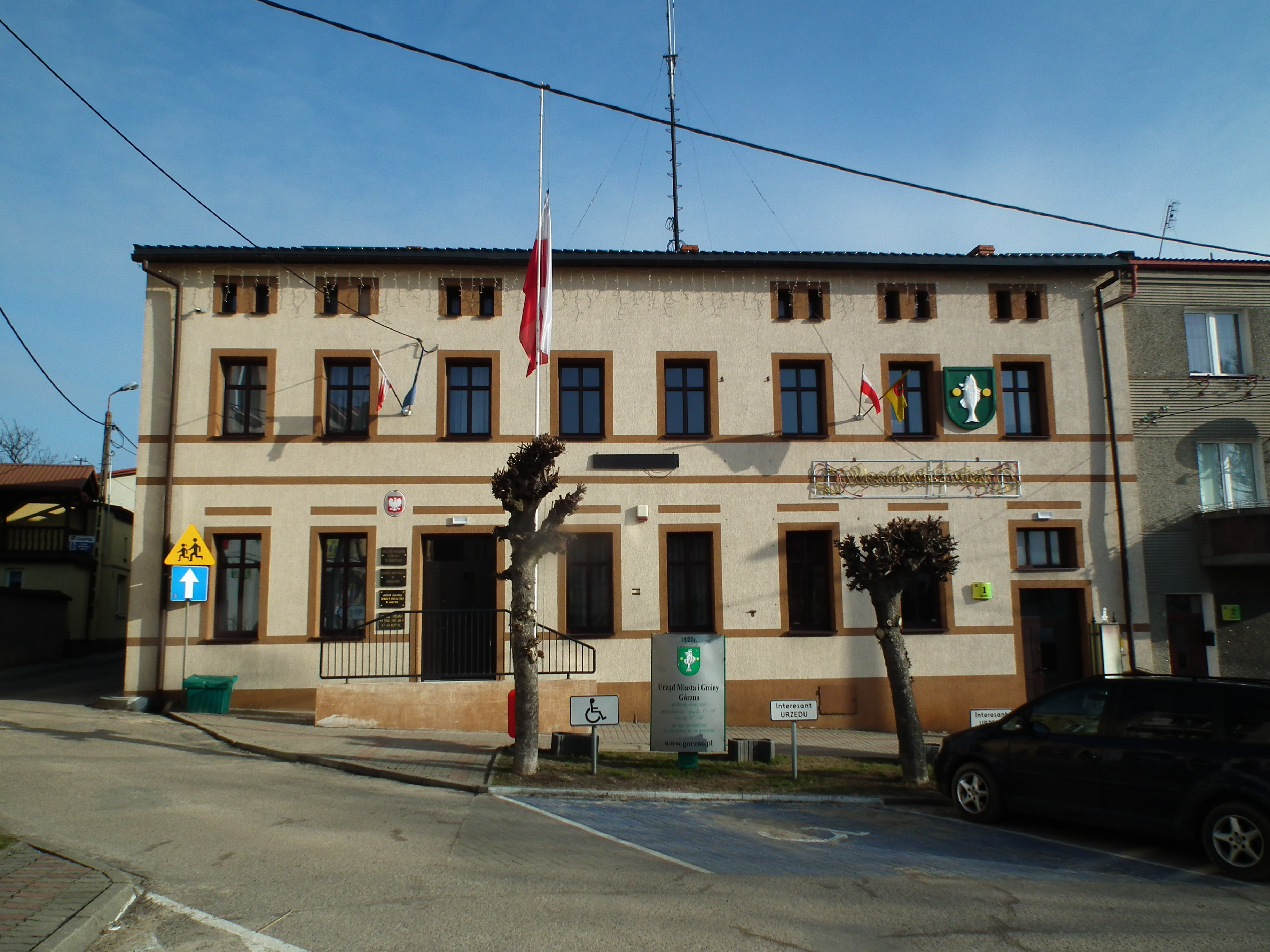
Urząd Miasta i Gminy

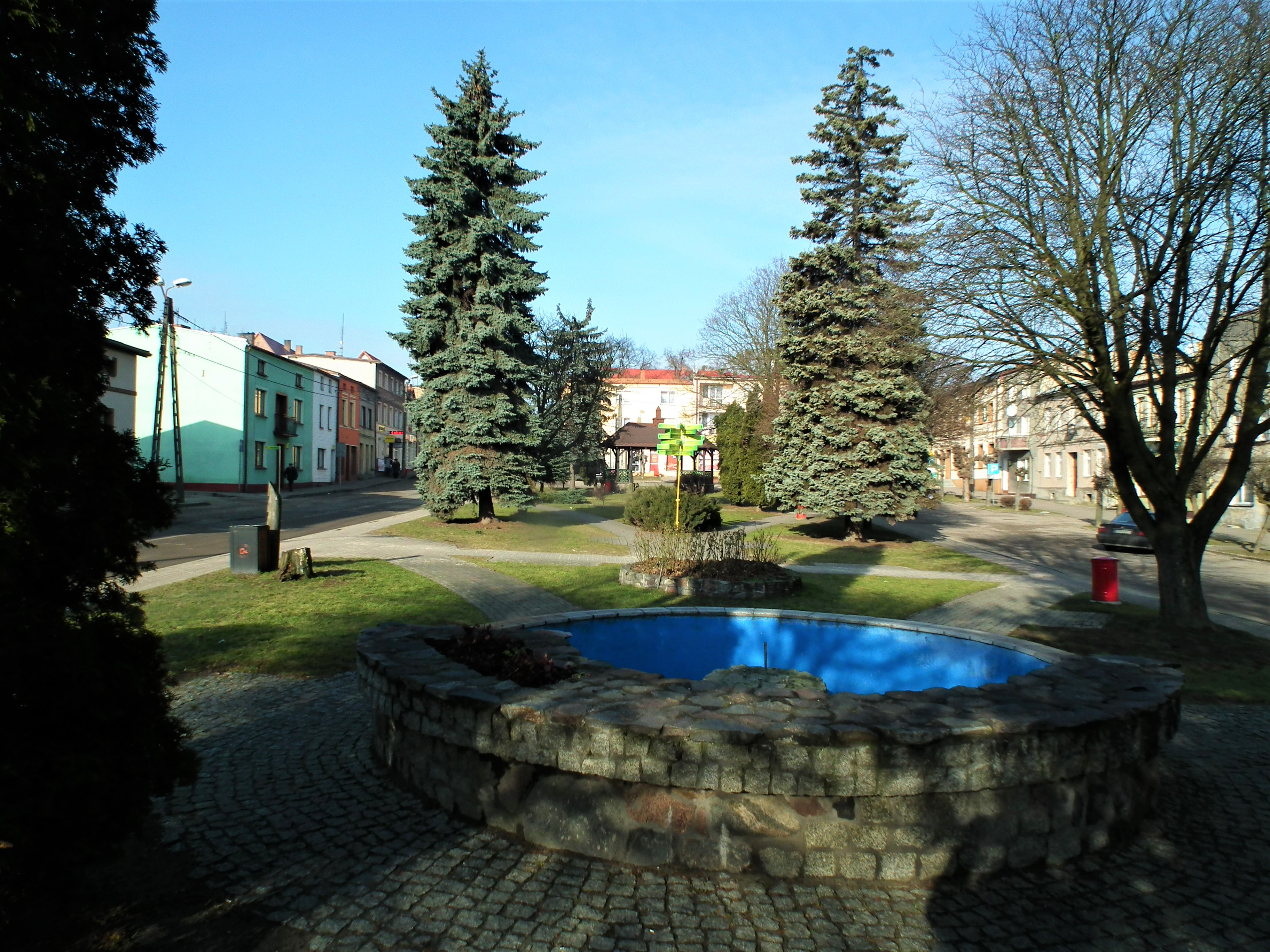
Rynek w Górznie

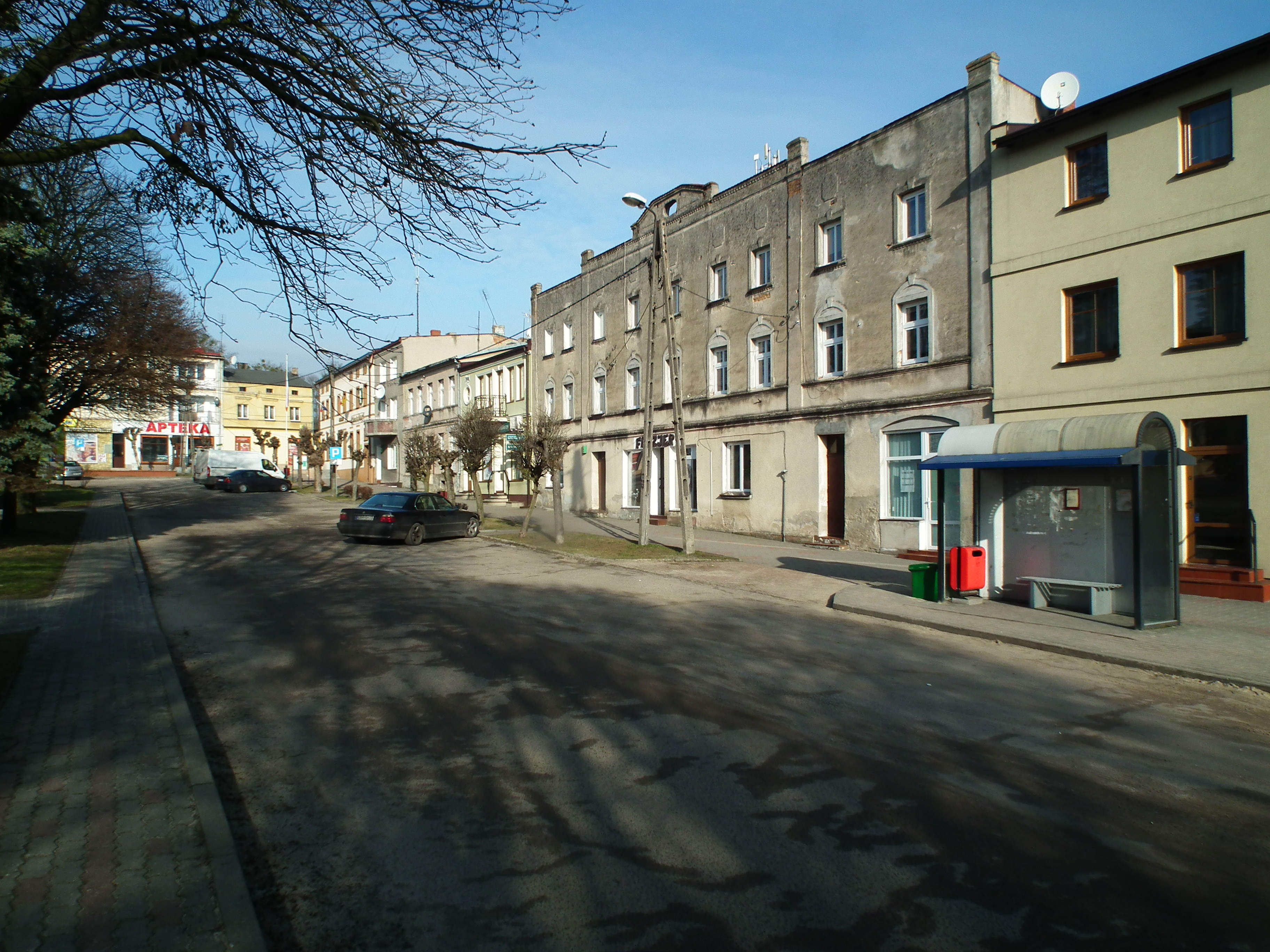
Kamienice na rynku

Pierwsza wzmianka o Górznie pochodzi z 1239 roku, choć zapewne stałe osadnictwo funkcjonowało tu wcześniej. Świadczyć o tym może wczesnośredniowieczne grodzisko, obecnie zniszczone przez budowę na nim jednego z ośrodków wczasowych, usytuowane na przesmyku między jeziorami. Wzmianka wymieniała miejscowości należące do dóbr, którego centrum administracyjnym był gród w Świeciu. Jednocześnie władza sądownicza została przekazana przez Konrada Mazowieckiego biskupowi płockiemu Andrzejowi.
Wiek później, 1 maja 1325 roku została erygowana tu parafia przez biskupa płockiego Floriana. W parafii jednocześnie został osadzony zakon bożogrobców. Z erygowaniem parafii związana była zapewne budowa pierwszego drewnianego kościoła świętego Krzyża. Zapewne to wydarzenie miało funkcję miastotwórczą, skoro już dwa lata później miasto otrzymało pierwszy przywilej miejski. Został on wystawiony przez biskupa płockiego Floriana 2 stycznia 1327 roku. Bezpośrednim adresatem byli nie mieszczanie, lecz zasadźca-wójt Teodoryk. Miasto zostało uposażone 21 łanami chełmińskimi. Znaczenie nowego ośrodka miejskiego podniosło przeniesienie tu z pobliskiego Świecia, będącego już wtedy pod panowaniem Zakonu Krzyżackiego, ośrodka klucza dóbr biskupów płockich. Miało to miejsce pomiędzy 1333 a 1337 rokiem. Faktem jest, że w owym czasie musiał wykształcić się prostokątny rynek z sąsiednimi ulicami. Porównując Górzno z analogicznymi ośrodkami miejskimi, w przybliżeniu można odtworzyć zabudowę miasta w XIV wieku. Zabudowa była zwarta, a działki pod zabudowę niewielkie (miały 18 prętów). Jest prawie pewne, iż rynek i sąsiednie ulice nie posiadały w tamtym okresie bruków, podobnie jak inne, zamożniejsze książęce ośrodki na Ziemi Dobrzyńskiej (Rypin, Dobrzyń nad Wisłą czy Lipno). Górzno było miastem biskupim, oddalonym od głównych szlaków handlowych, dodatkowo położonym na peryferiach diecezji płockiej. Dlatego w porównaniu z innymi ośrodkami na Ziemi Dobrzyńskiej, miasto charakteryzowało się słabszą dynamiką rozwojową i mniejszą zamożnością. Mieszkańcy zajmowali się rolnictwem, rybołówstwem, rzemiosłem oraz drobnym handlem na szczeblu lokalnym. Dlatego również zabudowa w średniowiecznym Górznie nie była imponująca. Rynek oraz wąskie uliczki otaczały skromne drewniane domy, zapewne kryte strzechą. Nie wydaje się, aby w tym okresie na rynku górzeńskim znajdował się także budynek pełniący funkcję ratusza. Zapewne jeszcze w XIV wieku większość kompetencji władzy nad miastem miał dziedziczny wójt. Na rynku – jak w każdym średniowiecznym mieście – znajdowała się studnia. W okresie pierwszej lokacji miasto nie zostało jeszcze obwarowane, wzmiankowanymi w okresie późniejszym wałami miejskimi z dwiema bramami. Nad miastem górowała drewniana fara Świętego Krzyża, umiejscowiona poza zabudowaniami, co było charakterystyczne dla bożogrobców. Brak przekazów o innych świątyniach pozwala stwierdzić, że był to jedyny kościół w mieście w epoce średniowiecza. W bezpośrednim sąsiedztwie kościoła jeszcze w XIV wieku znajdował się drewniany dwór-zamek biskupów płockich. Murowana rezydencja biskupia posadowiona została w bezpośrednim sąsiedztwie kościoła, a nie na tzw. „Kopcu” – miejscu z natury bardziej obronnym, na którym zresztą wcześniej się znajdowała. Trudno zlokalizować wzmiankowane w pierwszym przywileju miejskim dwa młyny wodne. 2 czerwca 1385 roku w Płocku biskup Ścibor z Radzymina wydał dla Górzna kolejny przywilej lokacyjny, nadający miastu prawo chełmińskie. Nie świadczy to o nieudanej poprzedniej lokacji miasta – analogiczną sytuację mamy w przypadku innych ośrodków miejskich na Ziemi Dobrzyńskiej, m.in. Rypina (przed 1326 rokiem i w 1345 roku), Lipna (w 1349 roku oraz w 1422 roku) oraz Dobrzynia nad Wisłą. Nowy przywilej był swoistym uzupełnieniem poprzedniego kontraktu lokacyjnego, choć nie wspomniano o nim w nowym dokumencie z 1385 roku. Odbiorcą drugiego przywileju miejskiego byli mieszczanie. Świadczyć może to o istnieniu już owym okresie podwalin samorządu miejskiego lub nawet rady miejskiej z prawdziwego zdarzenia. O uposażeniu wójta biskup nic nie wspomniał. W okresie drugiej lokacji wykształcił się także wolny teren tzw. „Frite”, położony między miastem a kościołem – obecna ulica Freta. Mieli się tu osiedlać nowi osadnicy. W przywileju mowa była o potrzebie wzniesienia w mieście kościoła i zamku. Świadczy to o tym, że murowana rezydencja biskupia wzniesiona została dopiero po 1385 roku, możliwe że dopiero w XV wieku. Zapewne także po 1385 roku wzniesiono wały, gdyż biskup nałożył na mieszczan obowiązek ich budowy wałów i konserwacji. Dzięki badaniom prowadzonym przez dra Kazimierza Grążawskiego można przybliżyć formę budowlaną dworu biskupiego. Była to budowla murowana, jednoskrzydłowa, zbliżona do zamku-pałacu biskupów kujawskich w Raciążku. Być może została ona wzniesiona dopiero po 1409 roku. Według badań archeologicznych została ona zbudowana w miejscu wcześniejszego drewnianego dworu z 1 połowy XIV wieku, spalonego krótko po wybudowaniu. Wiadomo bowiem, iż w sierpniu 1409 roku Krzyżacy złupili Górzno, pomimo zabiegów dyplomatycznych biskupa płockiego Jakuba Kurdwanowskiego. Zniszczenia musiały być spore, skoro biskup płocki po odzyskaniu kontroli nad Górznem zwolnił mieszczaństwo na okres dziesięciu lat od wszelkich powinności na rzecz biskupstwa. Trudno stwierdzić, w jakim stopniu Górzno ucierpiało w czasie wojny trzynastoletniej. Drugi pokój toruński w 1466 roku zlikwidował całkowicie zagrożenie ze strony krzyżackiej. W związku z tym okres po wspomnianym pokoju oraz XVI wiek należy uznać za czas największej prosperity miasta. Znany jest opis miejscowości Aleksandra Gwagnina z XVI wieku: miasto drzewiane między lasy na pagórku, wałem i przekopą obronne. Trudno stwierdzić, ile mieszkańców miało Górzno w interesującym nas okresie. Pierwsze spisy ludności pochodzą bowiem z 2 połowy XVII wieku. Powiatowy Rypin posiadał w 2 połowie XVI wieku około 900 mieszkańców, przypuszczalnie zatem Górzno nie było większe, a nawet mogło być sporo mniejsze. Z tego okresu (1563 r.) pochodzi najstarszy zachowany wizerunek pieczęci miejskiej, przedstawiający rybę.
Pod względem administracyjnym do 1773 Górzno należało do Ziemi Dobrzyńskiej. Położone było początkowo w kasztelani rypińskiej, od XV wieku w powiecie rypińskim. Pod względem administracji kościelnej miasto należało do archidiakonatu dobrzyńskiego diecezji płockiej.

## Zabytki i inne atrakcje turystyczne
Istniejące

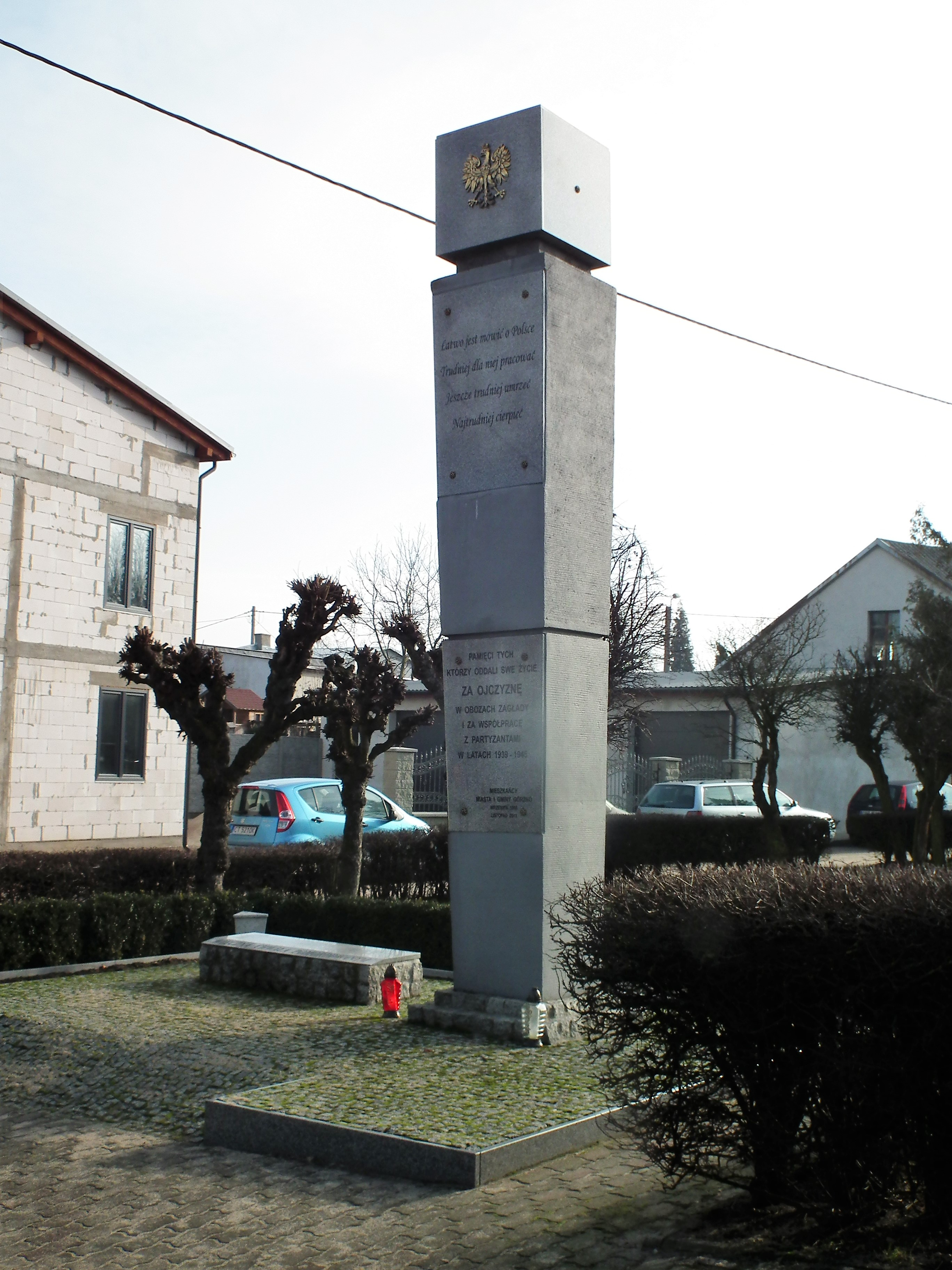
Pomnik ofiar II wojny światowej

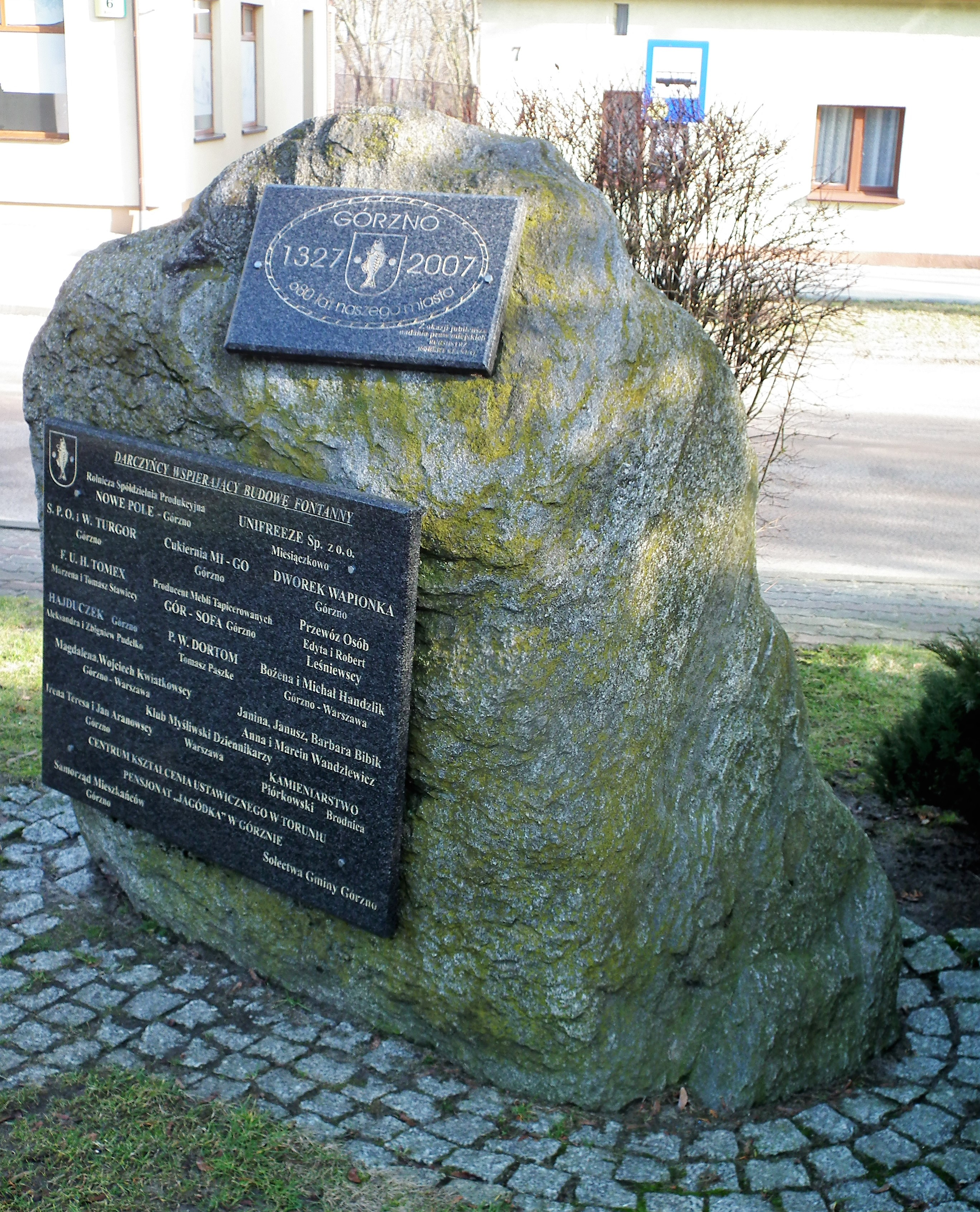
Głaz pamiątkowy z okazji 680. rocznicy nadania praw miejskich

- Kościół parafialny pw. Podwyższenia Krzyża Świętego, związany z działalnością zakonu bożogrobców, jest jedyną budowlą sakralną wzniesioną przez bożogrobców i zachowaną bez przekształceń na Ziemi Dobrzyńskiej. Wzniesiony został w latach 1765–1812, w stylu barokowo-klasycystycznym. Ciekawe, że teren kościoła był jeszcze w XVII wieku położony poza miastem. Obecna świątynia jest piątą tego typu budowlą w tym miejscu. Poprzednia wzniesiona po 1628 roku, była konstrukcji drewnianej, z murowaną zakrystią. Obecny kościół jest murowany, jednonawowy, czteroprzęsłowy. Fasada dwuwieżowa (zostały one nadbudowane w XIX wieku) z krzyżem miechowskim nad wejściem. Kościół częściowo wzniesiony (krypta grobowa kolatorów, proboszczów oraz bożogrobców górzeńskich)z cegły pochodzącej z rozbiórki rezydencji biskupów płockich. Dach świątyni pokryty jest dachówką esówką. Wnętrze kościoła zdobią trzy ołtarze rokokowe, pochodzące z 2 połowy XVIII wieku. Pierwszą gorzeńska farę pamięta zapewne średniowieczna granitowa kropielnica.
- Kościół ewangelicki, w pierwotnym założeniu neogotycki. Kamień węgielny pod budowę położono w 1875 roku. Obiekt zaś został ukończony 24 V 1877 roku. W okresie powojennym zaadaptowany na dom kultury-został poważnie przebudowany i zniekształcony. Obecnie zdewastowany. Sąsiadująca z kościołem pastorówka, pochodząca z XIX wieku, funkcjonuje obecnie jako przedszkole.
- Relikty rezydencji biskupów płockich, zbudowanej w XIV wieku, w bezpośrednim sąsiedztwie kościoła. Zostały odkryte w czasie badań archeologicznych w roku 2007. Budowla prawdopodobnie jednoskrzydłowa, przypominająca założenie zamku-pałacu w Raciążku. Kres funkcjonowaniu położyło spalenie przez Szwedów w 1628 roku. W XVIII wieku obiekt został rozebrany.
- Średniowieczne założenie prostokątnego rynku, położonego 40 m nad lustrem jeziora Górznieńskiego oraz ulic wybiegających z jego krótszych pierzei.
- Zabytkowe domy drewniane, drewniano-murowane oraz murowane z przełomu XVIII/XIX wieku oraz z 1 i 2 połowy XIX wieku, posiadające bardzo ciekawą architekturę.
- Zabudowania Wapionki (drewniany dom oraz młyn).
- Na polach w okolicach pobliskich wsi Zaborowo i Ruda miała miejsce w 1629 roku bitwa pomiędzy przeważającymi oddziałami szwedzkimi feldmarszałka Hermana Wrangla a polskimi formacjami, którymi dowodził Stanisław Potocki. Bitwa zakończyła się klęską wojsk polskich.
- Stanowisko archeologiczne zwane „Kopcem”. Znajdował się tu gród użytkowany od połowy XIII wieku do początku XIV w. Mógł on być odbudowany jeszcze po 1325 roku. Odbudowa w tym okresie wiązała się z działalnością zakonu Miechowitów. Być może stanowisko to jest związane z pierwszym drewnianym dworem biskupim. Użytkowane także w okresie nowożytnym – droga z otoczaków, wraz z kapliczką.

Nieistniejące
- Grodzisko wczesnośredniowieczne, położone na przesmyku, pomiędzy jeziorami Górzeńskim i Młyńskim. Zniszczone w związku z budową na jego terenie w latach dziewięćdziesiątych kompleksu wypoczynkowo-rekreacyjnego „Wilga”.
- Kościół świętej Anny, po raz pierwszy występuje w źródłach 10 X 1605 roku. Zlokalizowany był we wschodniej części gruntu nazywanego „Poświętnym”. W 1618 roku wzmiankowany jako niedawno postawiony. Kościółek, wraz z całym miastem spłonął w 1628 roku. Po tym wydarzeniu został odbudowany, jednak ponownie spalili go Szwedzi w czasie wojny północnej. Odbudowano go w 1712 roku. Drewniana świątynia nie miała szczęścia, gdyż w 1728 roku uległa kolejnemu pożarowi. W połowie XVIII wieku, odbudowany kościół, był zagrożony zawaleniem, ze względu na bliskość jeziora. W tym okresie miał jeden dzwon i skromny ołtarz św. Anny. Świątynia spłonęła w pożarze miasta 20 VII 1773 roku. Nie została już odbudowana.

## Bożogrobcy w Górznie
Z historią Górzna nierozerwalnie związany jest zakon Bożogrobców, zwany także zakonem Miechowitów, którego pełna nazwa brzmi Zakon Kanoników Regularnych Stróżów Świętego Grobu Jerozolimskiego. Początki działalności zakonu na terenie miasta związane są z założeniem parafii przez biskupa płockiego Floriana 1 maja 1325 roku. Zakon posiadał tu prepozyturę, wraz z parafią. Bożogrobcy posiadali w tym okresie dwie placówki: w Starorypinie (założona w 1323 roku) oraz Suminie (założona w 1325 roku). Fakt, iż górzeńską parafię prowadziło zgromadzenie zakonne, nie jest przypadkiem odosobnionym. Miechowici sprawowali patronat nad parafią, choćby w leżącym na Mazowszu, książęcym Wyszogrodzie. Zresztą zakon ten opiekował się pierwszą parafialną świątynią, kasztelańskiego, później powiatowego Rypina – kościołem Najświętszej Marii Panny oraz św. Piotra i Pawła.

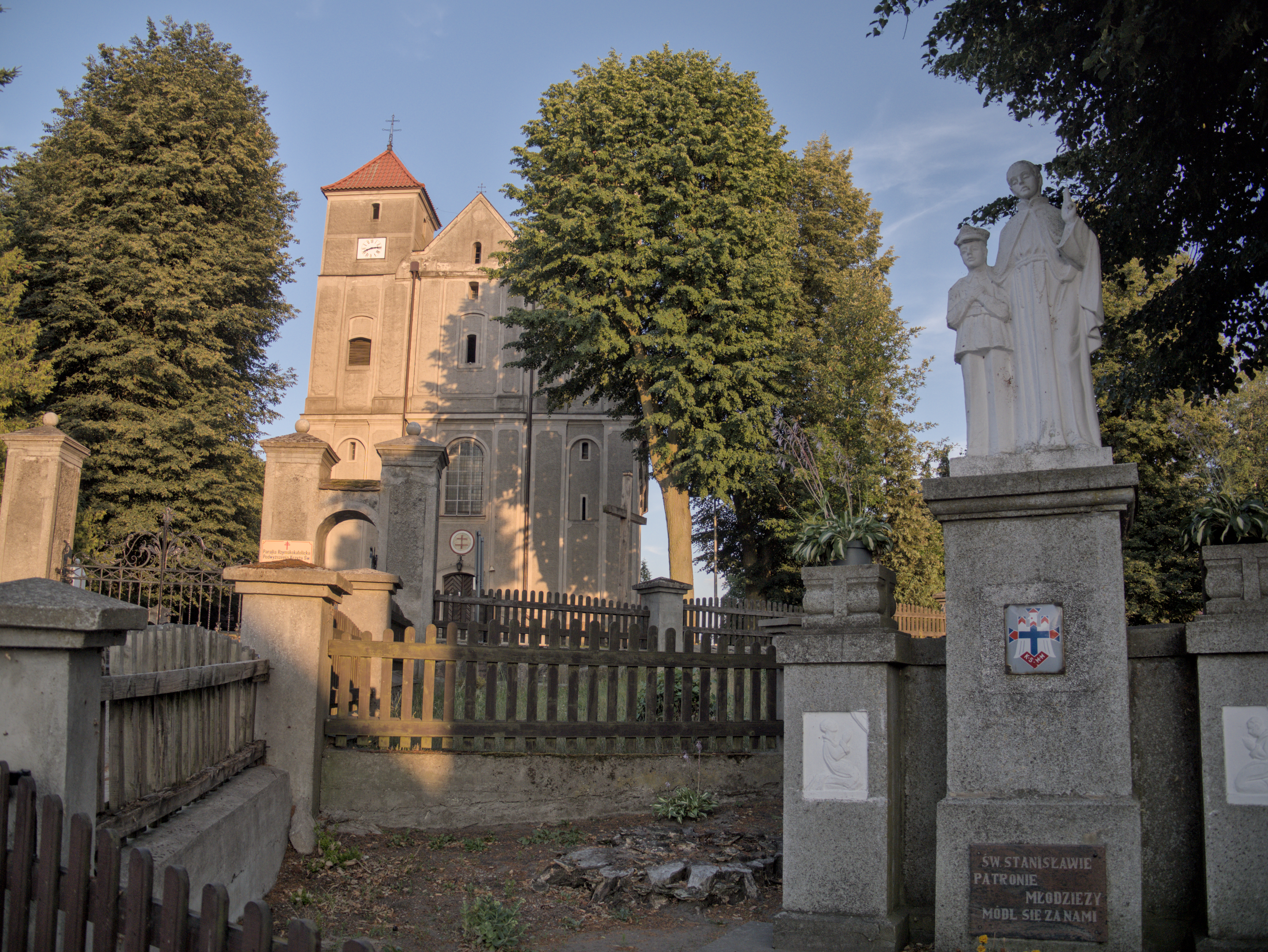
Kościół Podwyższenia Krzyża Św. i pomnik św. Stanisława

Bożogrobcy otrzymali od biskupa Floriana sowite uposażenie, m.in. 14 łanów i 10 mórg ziemi. Mieli także prawo wypasu bydła i owiec oraz mogli łowić ryby małymi sieciami na jeziorach podległych bezpośrednio biskupowi (nie mogli używać tzw. niewodu). Nie mogli oni jednak łowić na jeziorze znajdującym się u podnóża zamku. Wydaje się, że chodzi tu o obecne jezioro Górzno. Bezpośrednio po lokacji miasta wójt Teodoryk ofiarował zakonowi połowę dochodów z młyna, zaś od sołtysa Szczutowa otrzymali połowę dochodów z karczmy. Wszystkie nadania dla Miechowitów zostały potwierdzone przez wspomnianego biskupa Floriana 24 listopada 1329 roku. Ponadto każdy kościół wzniesiony w parafii górzeńskiej miał podlegać zakonowi. Stało się tak w przypadku wzniesionego w początkach XV wieku kościoła św. Stanisława w Szczutowie. Bożogrobcy byli przede wszystkim zakonem szpitalnym. Ze względu na brak źródeł trudno jest stwierdzić, kiedy szpital w Górznie rozpoczął swoje funkcjonowanie. Faktem jest że w okresie od XVII do XVIII wieku istniał w Górznie szpital-przytułek dla żebraków i ubogich, zwany domem „Ozd”, zapewne prowadzony przez Miechowitów. W 2 połowie XVI wieku zakon zaczął przeżywać poważne problemy wewnętrzne, w związku z czym placówki bożogrobców, w tym także prepozytura i parafia górzeńska, zaczęły podupadać. Położone peryferyjnie obsadzane były niezaradnymi zakonnikami. Po reformie terytorialnej posiadłości zakonu w latach 1585–1587, placówka górzeńska znalazła się w składzie prowincji mazowieckiej. W XVII wieku Miechowici górzeńscy posiadali trzy kościoły: farny św. Krzyża w Górznie, wspominany już kościół św. Stanisława w Szczutowie oraz pojawiający się w źródłach pisanych dopiero w 1605 roku niewielki kościół św. Anny w Górznie. Najokazalszą ze świątyń był w owym czasie drewniany kościół św. Krzyża. Według wizytacji w 1605 roku w Górznie nie było szpitala. W 1618 roku szpital już funkcjonował. Funkcjonował także w wieku XVIII. Szpitala nie należy utożsamiać ze wspomnianym domem „Ozd”, który był oddzielną placówką. Przy parafii funkcjonowała także szkoła. Placówka górzeńska została poważnie zniszczona w 1628 roku przez Szwedów. Spłonął wtedy kościół św. Anny oraz fara św. Krzyża, wraz z wyposażeniem oraz wszelkimi kosztownościami. Krótko po tym wydarzeniu kościół św. Krzyża został odbudowany przez górzeńskiego prepozyta Wojciecha Ślęckiego. Odbudowany kościół przetrwał do 1763 roku. 

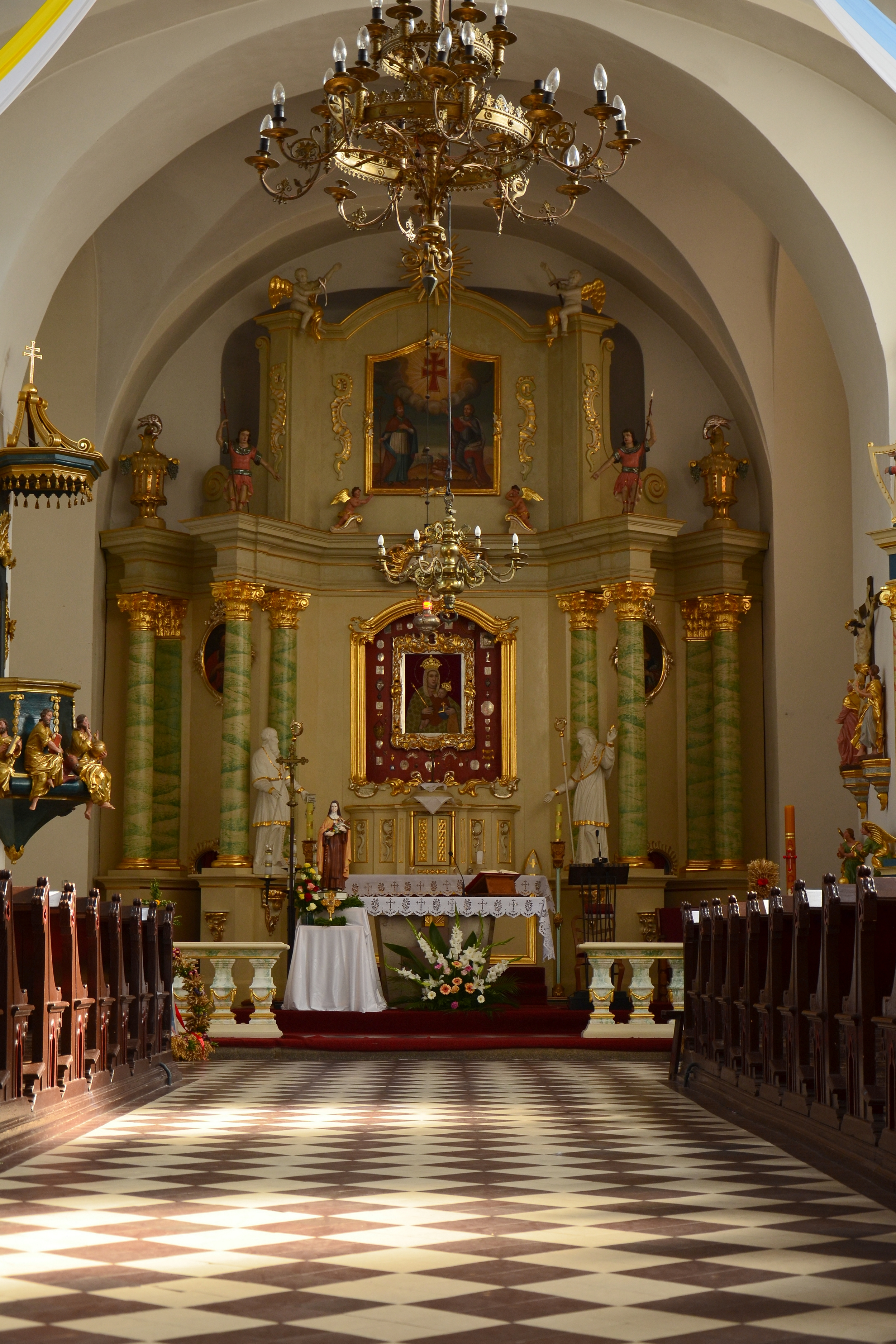
Kościół Podwyższenia Krzyża Św. – ołtarz główny

Bezpośrednio po nim został wzniesiony obecny kościół, którego niektóre elementy wyposażenia pochodzą z poprzedniego kościoła. Odbudowany został także kościół św. Anny, który jednak nie dotrwał do naszych czasów, spalony w wielkim pożarze Górzna w 1773 roku. Ranga parafii wzrosła po utworzeniu w 1643 roku dekanatu górzeńskiego. Mimo wszystko kolejne operacje militarne na Ziemi Dobrzyńskiej (potop szwedzki, wojna północna) przyczyniły się do powolnego upadku konwentu w Górznie, który zresztą funkcjonował i tak prężniej niż sąsiednie ośrodki. Według wizytacji z 1763 roku górzeńska świątynia znajdowała się w kiepskim stanie. Była to budowla drewniana, z portykiem w formie wieży oraz murowaną zakrystią. Jej wnętrze zdobiło aż 7 ołtarzy. W związku z nie najlepszym stanem technicznym świątyni prepozyt górzeński podjął się budowy obecnie istniejącego kościoła św. Krzyża. Zamysł został poddany realizacji dopiero dwa lata później. Placówka bożogrobców nie ucierpiała, w dużym stopniu, w pożarze miasta w 1773 roku, ze względu na to że sam kościół położony był poza miastem. Spłonęła plebania, zaś sam kościół św. Krzyża został tylko uszkodzony. Spłonął także kościół św. Anny, który był i tak w złym stanie. Mimo wszystko budowa nowej fary trwała do 1812 roku. W tymże roku kościół został konsekrowany, choć pojawiają się przesłanki, że pierwsza konsekracja miała miejsce w 1781 roku. Długi okres budowy kościoła może świadczyć o ubóstwie chylącego się ku upadkowi konwentowi bożogrobców. W XVIII wieku także odbudowany został kościół filialny w Szczutowie. W latach 80. XVIII wieku był on jednak poważnie zniszczony. Gwoździem do trumny był pierwszy rozbiór Polski, na mocy którego Górzno dostało się pod administrację pruską. W związku z tym prepozytura górzeńska została odcięta od metropolii w Miechowie. Ostatnim miechowitą górzeńskim był prepozyt Eustachy Caliński, zmarły w 1830 roku. Tym samym był on ostatnim przedstawicielem tego zgromadzenia na Ziemi Dobrzyńskiej.
Do dziś po Bożogrobcach w Górznie zachował się okazały kościół z podwójnymi krzyżami wieńczącymi dwie wieże. W kościele zachowało się także cenne wyposażenie pamiętające czasy miechowitów.

## Sport
W mieście działa kobiecy klub piłki nożnej KS Nowy Świt Górzno, grający w II lidze polskiej, grupa: północna oraz w rozgrywkach futsalu, w których zdobył wicemistrzostwo Polski 2023/24, mistrzostwo Polski 2024/25 i Puchar Polski 2024/25. Istnieje też męski klub piłki nożnej Unifreeze Górzno, grający w klasie B, grupa: Toruń II.